# نگهبان شب (فیلم ۱۹۹۵)
نگهبان شب (به انگلیسی: Night Watch) فیلمی تلویزیونی محصول سال ۱۹۹۵ و به کارگردانی دیوید جکسون است. در این فیلم بازیگرانی همچون پیرس برازنان، الکساندرا پال، ویلیام دیون و رالف ساکسون ایفای نقش کرده‌اند.